# 苯烯比妥
苯烯比妥（英语：Phenallylmal或Alphenal），又名5-苯基-5-烯丙基巴比妥酸，是1920年代开发的巴比妥类衍生物。它主要具有抗惊厥作用，偶尔用于治疗癫痫或惊厥，但它的使用不像其它巴比妥类药物（如苯巴比妥）那样普遍。
LD50：小鼠（口服）：280mg/kg